# Polymixis anceps
Polymixis anceps là một loài bướm đêm trong họ Noctuidae.